# Dubrava (Suva Reka)
Pour les articles homonymes, voir Dubrava.
Dubravë en albanais et Dubrava en serbe latin (en serbe cyrillique : Дубрава) est une localité du Kosovo située dans la commune/municipalité de Theranda/Suva Reka et dans le district de Prizren/Prizren. Selon le recensement de 2011, elle compte 753 habitants.

## Démographie

### Évolution historique de la population dans la localité
| 1948 | 1953 | 1961 | 1971 | 1981 | 1991 | 2011 |
| ---- | ---- | ---- | ---- | ---- | ---- | ---- |
| 171  | 187  | 260  | 361  | 540  | 806  | 753  |

|  |

### Répartition de la population par nationalités (2011)
En 2011, les Albanais représentaient 99,87 % de la population.